# Dondo (Angola)
Pour les articles homonymes, voir Dondo.
Dondo est une ville d’Angola située dans la municipalité de Cambambe, province de Kwanza-Nord.
Sa population était de 71 715 habitants en 2014